# Valedores juveniles
Valedores juveniles es el álbum debut de la banda mexicana de rock El Haragán y Compañía. Fue lanzado al mercado por Discos y Cintas Denver en el año de 1990.  La producción tiene tintes de blues rock, hard rock, heavy metal y rock and roll. Fue republicado en 1992 por la misma discográfica.

## Desarrollo del disco
En el año de 1989, Luis Álvarez y Jaime Rodríguez decidieron formar una agrupación de rock con el nombre de El Haragán y Compañía;  dicho mote se eligió pues Álvarez era conocido como «El haragán». Un año después publicaron Valedores juveniles el cual fue grabado en tres días en los estudios de Discos y Cintas Denver. En la grabación participaron el propio Álvarez en la guitarra acústica, Jaime Rodríguez en el bajo, Rodrigo "Rod" Levario (por entonces en Heavy Nopal) en la guitarra rítmica, Jaime Mejía en la batería y Juan Mejía en la guitarra líder, ambos entonces integrantes del grupo Yey y el saxofonista Octavio "El Sopas" Espinoza. El disco incluiría los temas "Aburrida la vida" y "Buscando amor en la calle" pero fueron descartados para otra producción. 
El título del disco parodiaba el concurso televisivo Valores juveniles Bacardí organizado por Televisa y patrocinado por esa compañía, la cual buscaba encontrar nuevos valores musicales. El propio Álvarez intentó cinco veces participar pero fue rechazado. Valedor, en la Ciudad de México, es el término popular para "amigo".

## Lista de canciones
Todos los temas fueron compuestos por Luis Álvarez.

| Lado A |                          |          |  |
| N.º    | Título                   | Duración |  |
| 1.     | «Juan el descuartizador» | 2:35     |  |
| 2.     | «La perra brava»         | 3:13     |  |
| 3.     | «Mi muñequita sintética» | 3:08     |  |
| 4.     | «No estoy muerto»        | 3:01     |  |
| 5.     | «Él no lo mató»          | 4:12     |  |

| Lado B |                              |          |  |
| N.º    | Título                       | Duración |  |
| 6.     | «El chamuco»                 | 2:59     |  |
| 7.     | «Antes me gustabas»          | 2:25     |  |
| 8.     | «A esa gran velocidad»       | 5:35     |  |
| 9.     | «¿Qué va a ser de él, Dios?» | 2:59     |  |
| 10.    | «Basuras»                    | 2:38     |  |

Según Álvarez las letras de las canciones están basadas en las vivencias de Álvarez. "La perra brava" tomó su título de un tractocamión que se estacionaba en su colonia y que se llamaba así. "Antes me gustabas" se refiere a una mujer de la cual Álvarez estaba enamorado. "El no lo mató" se refiere a una historia real ocurrida en la colonia Santa Rosa, Ciudad de México, en 1987. El protagonista es un amigo de la adolescencia de Álvarez, Marcos Hernández, quien a los 17 años fue animado por sus amigos para probar su valentía cometiendo un robo. Decidió hacerlo con un cuchillo un supermercado Aurrerá y murió por un disparo hecho por un policía que se encontraba cerca del lugar. Marcos murió más tarde en el Centro Médico Nacional La Raza a consecuencia del disparo del policía. En la canción, Álvarez maldice la hora en que Hernández decidió cometer el robo y cuestiona que la culpa no fue de él sino la sociedad en la que se desarrolló. "A esa gran velocidad" se refiere a su propio padre, quien padecía alcoholismo y tabaquismo. 
El disco fue incluido por el crítico de rock mexicano David Cortés en su libro 100 discos esenciales del rock mexicano: antes de que nos olviden. Dicho texto consideró que el álbum fue "piedra de toque del llamado rock urbano, fotografía musicalizada de las muchas problemáticas existenciales que viven millones de seres humanos en la periferia de la megalópolis".

## Créditos

### Músicos de estudio
- Luis Álvarez — voz y guitarra acústica
- Jaime Rodríguez — bajo
- Rodrigo Levario — guitarra rítmica
- Jaime Mejía — batería
- Juan Mejía — guitarra líder
- Octavio "El Sopas" Espinoza — saxofón

### Producción
El disco, como otros de Discos y Cintas Denver, tiene acreditada la producción a los dueños de dicho sello, Octavio Aguilera y Ruth F. de Aguilera. Los propios músicos pudieron ser los productores del álbum apoyados por el ingeniero de grabación de Denver, David Guerrero y el ingeniero de masterización, Jesús Pérez.